# Спектрометр

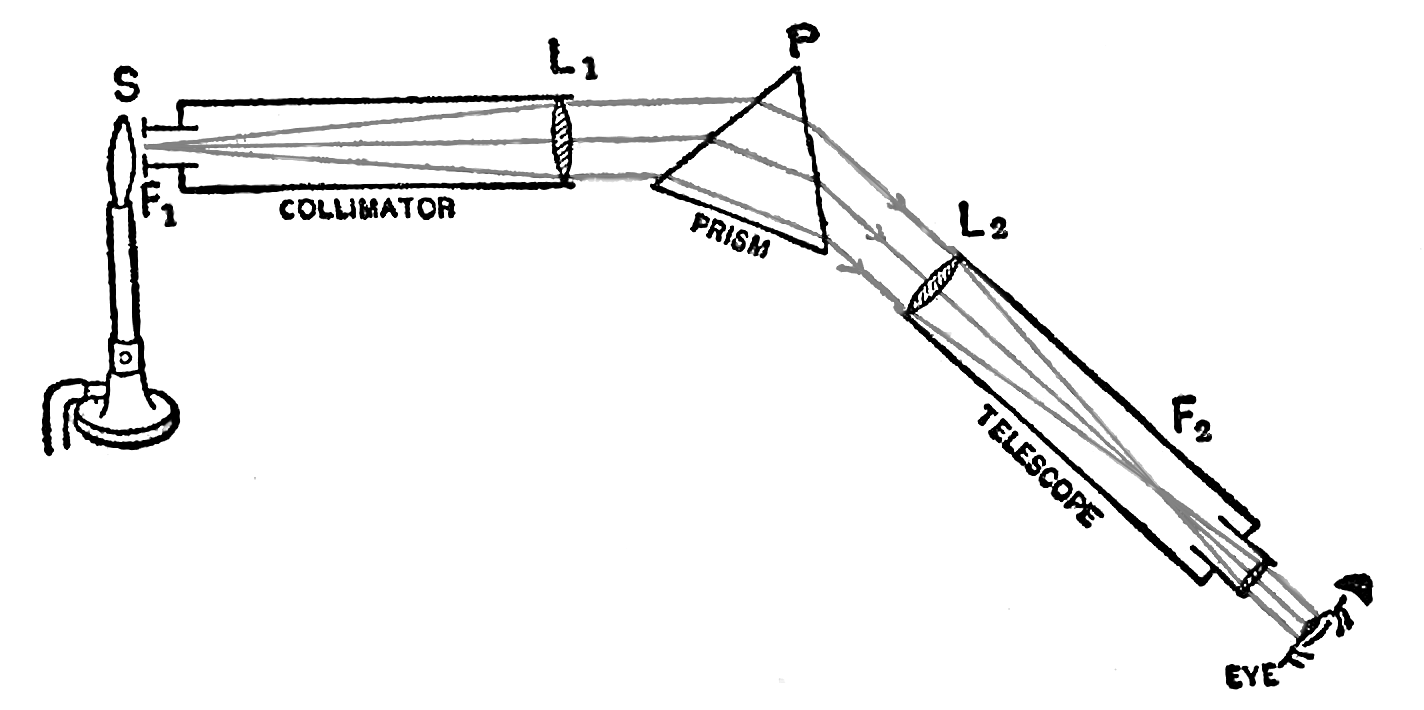
Исторический спектрометр

Спектро́метр (лат. spectrum от лат. spectare — смотреть и метр от др.-греч. μέτρον — мера, измеритель) — оптический прибор, используемый в спектроскопических исследованиях для накопления спектра, его количественной обработки и последующего анализа с помощью различных аналитических методов. Анализируемый спектр получается путём регистрации флуоресценции после воздействия на исследуемое вещество каким-либо излучением (рентгеновским или лазерным излучением, искровым воздействием и др.). Обычно измеряемыми величинами являются интенсивность и энергия (длина волны, частота) излучения, но могут регистрироваться и другие характеристики, например, поляризационное состояние. Термин «спектрометр» применяется к приборам, работающим в широком диапазоне длин волн: от гамма до инфракрасного диапазона.

## Методы регистрации спектров
Для регистрации спектра могут использоваться полупроводниковые детекторы, сцинтилляционные счётчики, либо детекторы на базе ПЗС линейки или ПЗС матрицы. Спектрометры могут различаться по спектральному диапазону, спектральной чувствительности, оптической схеме. При интерпретации спектров в большинстве случаев производится сравнение полученного спектра со спектром вещества известного состава. Ранние спектроскопы представляли собой простые призмы с градуировкой, обозначающей длины волн света, в современных приборах они вытеснены дифракционной решёткой.

## Типы спектрометров
Различают следующие типы спектрометров:
- рентгенофлуоресцентный спектрометр;
- искровой оптико-эмиссионный спектрометр;
- лазерный спектрометр;
- ИК-спектрометр;
- спектрометр индуктивно-связанной плазмы;
- атомно-абсорбционный спектрометр;
- изображающий (отображающий, визуализирующий) спектрометр[англ.] — аппарат, позволяющий одновременно получать спектр для всех точек двумерного изображения;
- спектрогониометр
- гамма-спектрометр — устройство на сцинтилляционном механизме работы, определяющее энергии испускаемых гамма-фотонов, и таким образом позволяющее качественно изучить состав радиоактивного источника

и другие.

## История
Предком спектрометра является спектроскоп. Спектроскоп был изобретён Густавом Кирхгофом и Робертом Бунзеном в середине XIX века. В нём свет, прошедший через щели и коллимирующие линзы, превращался в тонкий пучок параллельных лучей. Затем свет проходил через призму, которая за счёт дисперсии расщепляла пучок на спектр (разные длины волн отклоняются на разные углы). Изображение наблюдалось через трубку со шкалой, накладываемой на спектральное изображение, позволяя таким образом проводить измерения.
С изобретением фотографической плёнки был создан более точный прибор: спектрограф. Работая по такому же принципу, он имел фотокамеру вместо наблюдательной трубки. В середине двадцатого века камера сменилась трубкой электронного фотоумножителя, что позволило значительно увеличить точность и проводить анализ в реальном времени.
Современные спектрометры оснащены цифровыми камерами для просмотра в реальном времени, работают с компьютерами и коммутаторами, обладают встроенными охладителями и контрольными системами.

## Применение
Спектроскопы часто используются в астрономии и некоторых направлениях химии. Их основные области применения:
- Научные исследования
- Контроль качества на производстве
- Экология и охрана окружающей среды: определение тяжелых металлов в почвах, осадках, воде, аэрозолях и др.
- Геология и минералогия: качественный и количественный анализ почв, минералов, горных пород и др.
- Металлургия и химическая индустрия: контроль качества сырья, производственного процесса и готовой продукции
- Лакокрасочная промышленность: анализ свинцовых красок
- Ювелирная промышленность: измерение концентраций ценных металлов
- Нефтяная промышленность: определение загрязнений нефти и топлива
- Пищевая промышленность: определение токсичных металлов в пищевых ингредиентах
- Сельское хозяйство: анализ микроэлементов в почвах и сельскохозяйственных продуктах
- Археология: элементный анализ, датирование археологических находок
- Искусство: изучение картин, скульптур, для проведения анализа и экспертиз